# Parafia św. Maksymiliana Marii Kolbego w Ciesnowej I
Parafia św. Maksymiliana Marii Kolbego w Ciesnowej I – rzymskokatolicka parafia znajdująca się w archidiecezji mińsko-mohylewskiej, w dekanacie stołpeckim, na Białorusi.

## Historia
Kościół w Ciesnowej I zbudowano w latach 1994-1998. Później erygowano przy nim parafię, początkowo obsługiwaną przez franciszkanów konwentualnych z Iwieńca, później przez duchowieństwo diecezjalne.
Obecnie w parafii nie rezyduje kapłan. Jest ona obsługiwana przez proboszcza parafii w Chotowie.